# Амінотрансферази

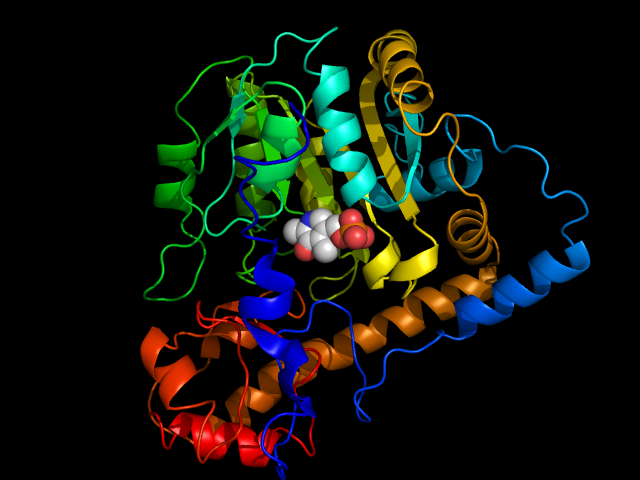
АсАт з клітин кишкової палички з піридоксаль-5-фосфатом у ролі кофактора.

Амінотрансферази (англ. aminotransferases; синонім: трансамінази) — підклас ферментів з класу трансфераз, що каталізує реакції трансамінування, тобто перенесення α-аміногрупи від амінокислоти на α-вуглецевий атом α-кетокислоти — акцептора аміногрупи. У результаті реакції утворюється α-кетоаналог вихідної амінокислоти та нова амінокислота. Назва окремої амінотрансферази складається з назви амінокислоти, що крім глутамату, є субстратом чи продуктом реакції та слова амінотрансфераза.
Аланін- (АлАТ) та аспартатамінотрансфераза (АсАТ) є представниками даної групи ферментів, яким притаманний найвисокий рівень активності, який можливо визначити у відповідних реакціях.

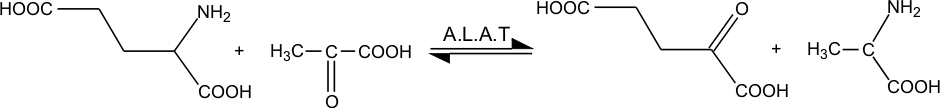
L-глутамат + піруват ⇌ α-кетоглутарат + аланін. Фермент: аланінамінотрансфераза (A.L.A.T)

Усі амінотрансферази діють за одним принципом і усіх них простетичною групою є міцно-зв'язаний з апоферментом піридоксальфосфат — похідне вітаміну B6.

## Застосування в медицині
Визначення активності амінотрансфераз, зокрема АлАТ та АсАТ, використовують у медичній діагностиці для уточнення ступеня ураження печінкової паренхіми, структур серцевого м'язу тощо. Так, високу активність АлАТ при меншій АсАТ спостерігають при гострих вірусних гепатитах, некрозі печінки внаслідок отруєння похідними хлору тощо. Тоді як підвищення активності АсАТ при невисокій активності АлАТ спостерігають при деяких ураженнях міокарду, наприклад, при дифтерійному міокардиті.   